# Ivo Šoštarič
Ivo Šoštarič slovenski aeronavtični inženir, letalski konstrukter in pilot * 31. december 1911, Jarosław, Avstro-Ogrska † 8. september 1989, Beograd, SFRJ. 
Bil je eden izmed vodji prve akademske jadralne skupine v Jugoslaviji za gradnjo in letenje z jadralnimi letali v okviru aerokluba Naša Krila Maribor. Najbolj znan je po konstrukcijah jadralnih letal in šolskih vojaških letal v času Jugoslavije. Javnosti je najbolj poznan model Soko 522, ki je nastopal veliko v partizanskih filmih v vlogi nemškega Focke-Wulf Fw 190.

## Življenjepis
Rodil se je v Jaroslavu v Avstro Ogrski. Po razpadu monarhije so se preselili v Maribor, kjer je obiskoval gimnazijo, vklučil se je v akademsko jadralno skupino v okviru aerokluba Naša Krila v Mariboru, kjer se je začela njegova bogata letalsko tehnična kariera. 
Vpisal se je na Ljubljansko univerzo in dokončal študij strojništva na univerzi v Pragi na Deutsche technische Hohschule, kot je bila v tistem času navada saj zadnjega letnika ni bilo v Ljubljani. Med študijem se je vključil med jadralce v Masarykovi letacki ligi in opravil A jadralni izpit. Po odhodu klubskega kolega Cijana v Srbijo leta 1934 je prevzel vodstvo šolanja v aeroklubu. Leta 1936 se je kot aeronavtični inženir zaposlil na letališču v Zemunu.  Izdelal je načrte za jadralno letalo Sraka z edinstvenim sistemom za montažo kril, poletela je leta 1937. Zaposlil se je v konstrukcijskem oddelku tovarne Zmaj v Zemunu, na področju montaže kril. Do leta 1938 je izdelal načrte za naslednja jadralna letala: Vrabec, Ševa, Čavka. Leta 1939 se je zaposlil v tovarni Utva v Pančevu. Njegove konstrukcije jadralnih letal: Jastreb, Soko, Lasta, Roda. Leta 1949 je izdelal leseno letalo Vihor 213, Soko 522 BHP. Leta 1950 je izdal konstruktorsko knjigo Vazduhoplovni stolar. Leta 1955 je odšel v Letalsko zvezo Jugoslavije. Kasneje se je zaposlil v Vazduhoplovnem Tehničnem Centru v Vršcu za izdelavo plastičnih jadralnih letal po nemški licenci. Leta 1975 so izdelali njegovo konstrukcijo TMG Šole 77.

## Konstrukcije letal
- Utva 213 Vihor 520 BHP in
- Soko 522 600 BHP.

V 40 letih delovanja je letalstvo obogatil s 15 konstrukcijami.

## Jadralna letala
Njegove izdelane konstrukcije jadralnih letal: 
- Vrabec 1:12,
- Roda 1:15,
- Čavka1:17,
- Jastreb 1:22,
- Sokol 1:24
- TMG Šole 77 1:27,
- Lasta 1:35.